# Neuroplastičnost
Neuroplastičnost svojstvo je mozga da se iskustvima kontinuirano mijenja i prilagođava stvaranjem novih i mijenjanjem postojećih neuronskih mreža. Te se promjene kreću od pojedinačnih neuronskih puteva gradnjom novih sinapsi, do sustavnih prilagodbi poput kortikalnog remapiranja. Neuroplastičnost središnji je pojam u neuroznanosti.
Izraz plastičnost prvi je put u značenju ponašanja 1890. godine upotrijebio William James u djelu Principi psihologije. S druge strane, čini se da je sintagmu „neuralna plastičnost” skovao poljski neuroznaznanstvenik Jerzy Konorski.

## Vrste plastičnosti
U medicini se razlikuju dvije osnovne vrste neuroplastičnosti: strukturna i funkcijska. Strukturna se odnosi na sposobnost mozga da se prilagodi stvaranjem novih neuronskih veza. Funkcijska se plastičnost odnosi pak na sposobnost premreživanja mozga, odnosno na sposobnost njegove prilagodbe promjenom funkcija neuronskih mreža zamjenom uloga postojećih neuralnih veza.

## Značaj
Istraživanja su pokazala da su neuroplastične promjene inducirane antidepresivima vjerojatno ključne za njihov klinički učinak kod anksioznih i depresivnih poremećaja.